# 洋湖街道

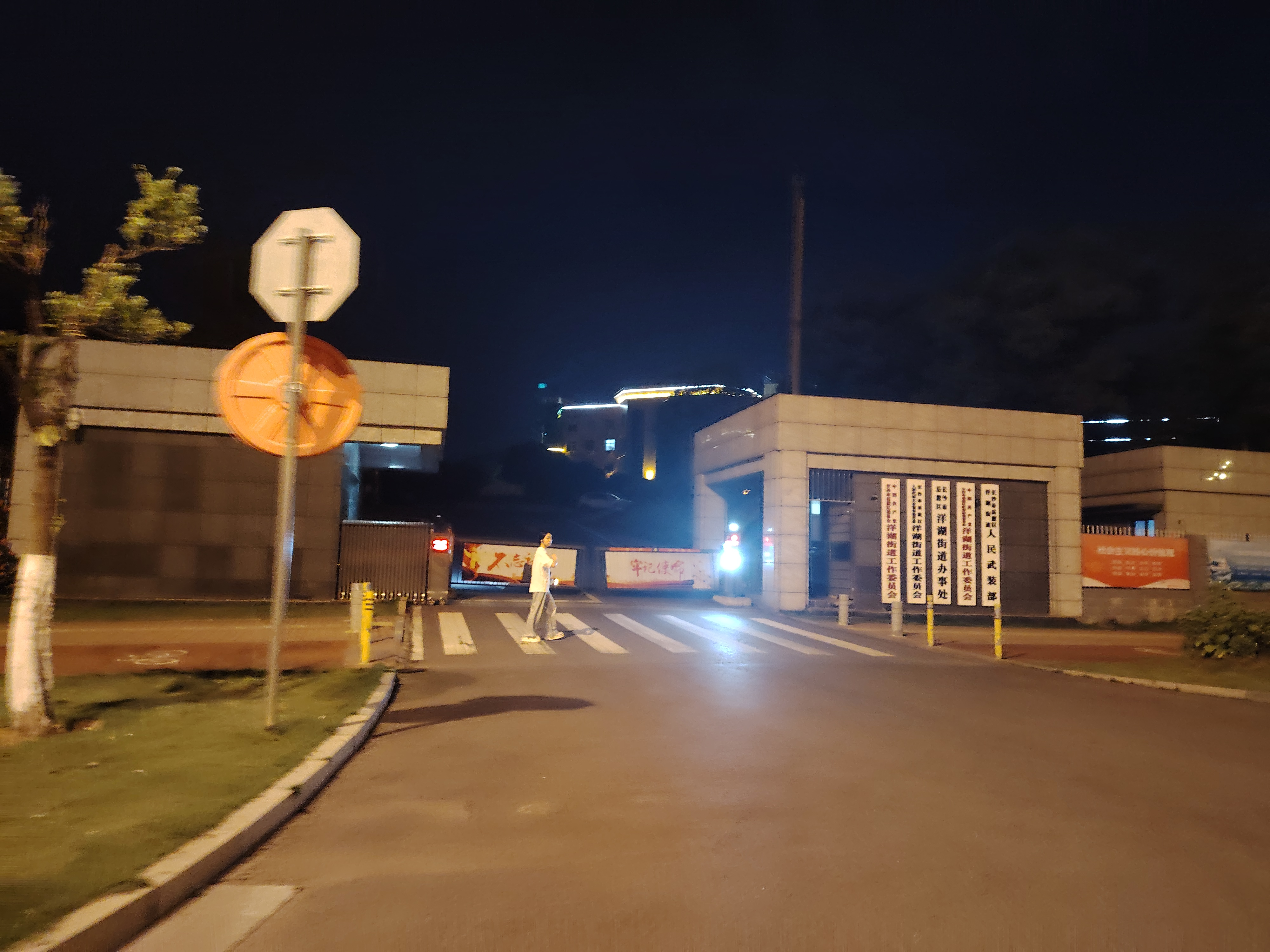
洋湖街道办事处机关

洋湖街道是中华人民共和国湖南省长沙市岳麓区下辖的一个街道。

## 行政区划
洋湖街道下辖以下村级行政区划单位：
白庙子社区、新生社区、山塘社区、龙骨寺社区、白鹭府社区、金线巷社区、洋湖村、蓝天村、连山村。